# Valea Latină

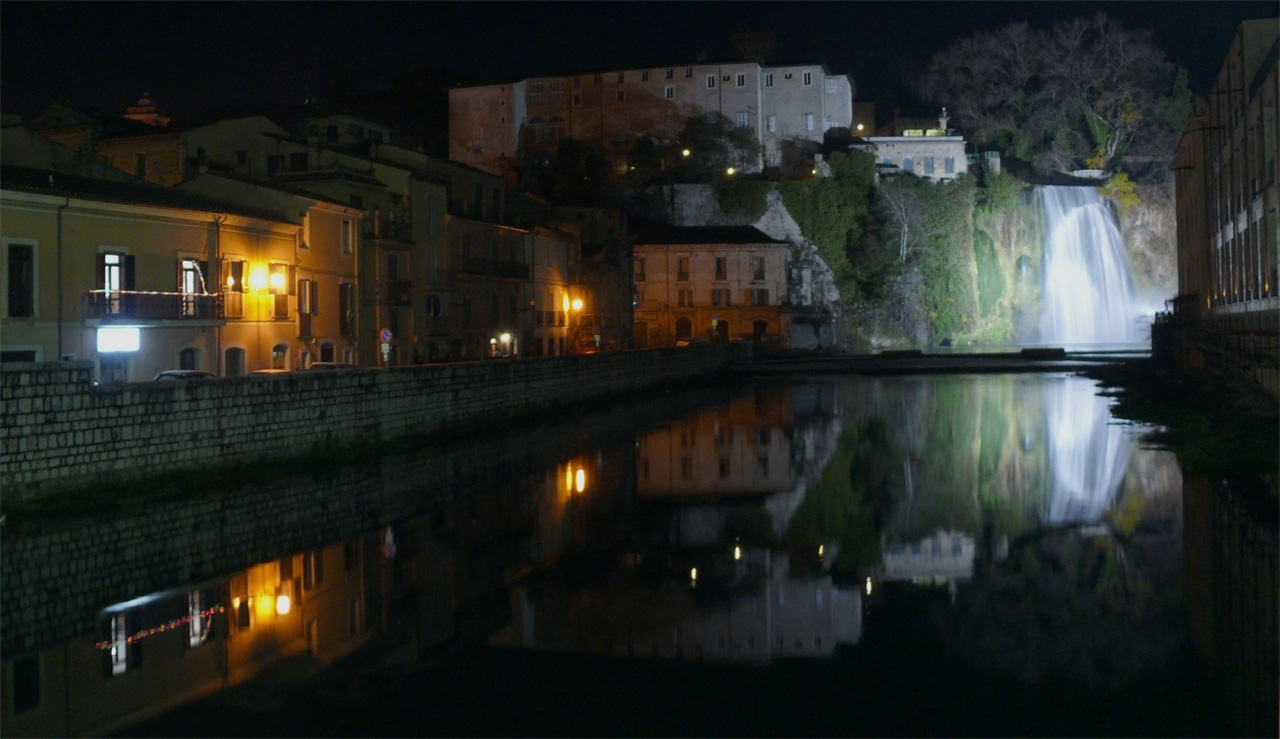
Isola del Liri, Valea Latină

Valea Latină (Valle Latina) este o regiune geografică si istorică din Italia care se întinde de la sudul Romei pana la Cassino. Principalele orașe ale văii sunt Frosinone, Cassino, Sora, Anagni si Alatri.
Râurile care străbat valea sunt Liri și Sacco.